# Neogeoscapheus barbarae
Neogeoscapheus barbarae är en kackerlacksart som beskrevs av Walker, J. A., Rugg och Rose 1994. Neogeoscapheus barbarae ingår i släktet Neogeoscapheus och familjen jättekackerlackor. Inga underarter finns listade i Catalogue of Life.